# Eching (Landshut)
Eching é um município da Alemanha, no distrito de Landshut, na região administrativa de Niederbayern , estado de Baviera.